# Trần Nghi (nhà địa chất học)
Nhà giáo Nhân dân, Giáo sư, Tiến sĩ Khoa học Trần Nghi (sinh năm 1947) là một nhà khoa học nổi tiếng trong lĩnh vực Địa chất Trầm tích có nhiều cống hiến trong khoa học, đào tạo.
Ông đã có 23 đầu sách đã xuất bản, trong đó có 11 cuốn là chủ biên hoặc viết một mình. Những công trình của ông được giới khoa học đánh giá cao.
Trong sự nghiệp đào tạo của mình, GS. Nghi đã và đang hướng dẫn 31 NCS, trong đó đã bảo vệ thành công luận án TS là 28 người, hướng dẫn 39 luận văn Cao học bảo vệ thành công luận văn Thạc sĩ. Ông chính là vị Giáo sư đạt kỷ lục hướng dẫn nhiều NCS nhất trường ĐH KHTN, ĐHQG Hà Nội và tỷ lệ NCS bảo vệ thành công cũng cao nhất.
Ông là nhà khoa học đầu tiên xác định được tuổi của Di sản thiên nhiên thế giới Phong Nha-Kẻ Bàng.
Tên của ông đã được đưa vào Trung tâm Di sản các nhà khoa học bên cạnh tên tuổi các nhà khoa học, các chuyên gia đầu ngành khác của Việt Nam.

## Xuất thân
GS. TS. Trần Nghi quê ở làng Minh Lệ, xã Quảng Minh, huyện Quảng Trạch. Ông sinh ngày 10-8-1947 trong gia đình giàu truyền thống hiếu học, sáu đời đều làm nghề dạy học và thầy lang. Em của GS. TS. Trần Nghi là GS. TS. Trần Hữu Bình, nguyên Viện trưởng Viện sức khoẻ Tâm thần Việt Nam.

## Quá trình học tập, công tác[4]
- Tốt nghiệp chuyên ngành Trầm tích luận tại Trường Đại học Tổng hợp Hà Nội năm 1970.
- Năm 1970, tốt nghiệp ĐH với thành tích xuất sắc, ông được giữ lại làm cán bộ giảng dạy tại Đại học Tổng hợp Hà Nội
- Số năm trực tiếp giảng dạy: 33
- Bảo vệ luận văn Thạc sĩ chuyên ngành Trầm tích dầu khí tại Trường Đại học tổng hợp Bucaret, Rumani năm 1980.
- Bảo vệ luận án Tiến sĩ chuyên ngành Trầm tích dầu khí tại Trường Đại học Tổng hợp Bucaret, Rumani năm 1982.
- Được phong học hàm Giáo sư năm 1996.
- Các chức vụ đã đảm nhiệm: Nguyên Phó Hiệu trưởng Trường ĐH Khoa học Tự nhiên, ĐHQG Hà Nội, nguyên Giám đốc Trung tâm Nghiên cứu Biển và Đảo, ĐHQG Hà Nội, Viện trưởng Viên Nghiên cứu Địa môi trường và Thích ứng biến đổi khí hậu-LHCHKH&KTVN, Ủy viên Hội đồng học hàm Cơ sở của ĐHKHTN; Ủy viên Hội đồng Trầm tích Thế giới; Ủy viên Hội đồng Học hàm liên ngành Khoa học Trái Đất và Mỏ; Ủy viên Hội đồng KHTN của Bộ Khoa học và Công nghệ (từ 1996 đến nay); Phó Chủ tịch Hội đồng Khoa học Trái đất (từ 1996 đến nay); Phó chủ tịch Hội đồng Khoa học Trái Đất của ĐHQGHN; từ 1983-1985 là Chủ tịch Công đoàn Khoa Địa chất - Địa lý, là Chi uỷ viên và Bí thư chi bộ khoa Địa chất - Địa lý ĐHTH HN; 1987-1990 là Đảng uỷ viên ĐHTH HN; từ 2001 đến nay là Đảng uỷ viên ĐHQGHN, Đảng uỷ viên, Thường vụ Đảng uỷ ĐHKHTN.

## Hoạt động khoa học
- Giáo trình giảng dạy chính: Thạch học đá trầm tích, Trầm tích luận, Địa chất biển.
- Lĩnh vực nghiên cứu chính: Trầm tích dầu khí, Địa chất Đệ tứ, Trầm tích biển và thạch động lực đới bờ, Trầm tích luận và tướng đá cổ địa lý.
Các công trình khoa học tiêu biểu:
1. Nghiên cứu những quy luật tương quan giữa các yếu tố trầm tích để đánh giá chất lượng colect dầu khí của các đá vụn cơ học. Tạp chí khoa học về trái đất, N03, 1985.
2. Reservoir property of Neogen terrigenous deposits of the Hanoi depression by quantitative method. Proc. 1st conf. Geol. Indoch., HoChiMinh City., p. 255 - 264. Trần Nghi, Trần Hữu Thân, Đoàn Thám, 1986.
3. Sedimentary cycles and Quaterary geological evolution of the Red river delta of Vietnam. Proc. Nat. Cent. Sci. Ré. Vietnam, P: 100 - 108. Tran Nghi, Nguyen Van Vuong et al, 1991.
4. Quaternary sedimentation of the principal delta of Vietnam. J. S-A Earth Sci., Vol. 6, No 2, P. 103 - 110.Tran Nghi, Ngo Quang Toan et al, 1991.
5. Tiến hoá trầm tích Kainozoi bồn trũng Sông Hồng trong mối quan hệ với hoạt động kiến tạo. Tạp chí các khoa học về Trái đất 12 - 2000, 290 - 305. Trần Nghi, Chu Văn Ngợi, 2000.

Các công trình khoa học đã công bố từ năm 1995 đến nay:
1. Các chu kỳ biển tiến, biển thoái với lịch sử hình thành các đồng bằng ven biển Miền Trung trong Đệ tứ. Những phát hiện mới về KCH: 15 - 17. Trần Nghi, 1995.   Mối quan hệ giữa đặc điểm tướng trầm tích và nước ngầm của trầm tích Đệ tứ đồng bằng Sông Hồng. Địa chất, No 226: 11 - 19.
2. Đặc điểm tướng đá, lịch sử tiến hoá môi trường trầm tích đáy biển phía nam quần đảo Hoàng Sa. Các khoa học về Trái đất, 17 (3): 137 - 141.  Trần Nghi, 1995. Trần Nghi, Nguyễn Văn Bách, Lê Duy Bách, Nguyễn Tiến Hi, Trần Văn Hưng, 1995.
3. Một số kết quả nghiên cứu bước đầu về quy luật phân bố và tích tụ trầm tích trong hồ chứa Hoà Bình. Các khoa học về Trái đất, 17 (1): 16 - 21.Trần Nghi, Nguyễn Văn Bách, Nguyễn Tiến Hi, Nguyễn Văn Nhân, Nguyễn Huy Phúc, 1995.
4. Những suy nghĩ về mối quan hệ giữa địa chất Đệ tứ phần đất liền và thềm lục địa Việt Nam. Công trình nghiên cứu Địa chất và Địa Vật Lý biển, No 1: 90 - 99.  Trần Nghi, Nguyễn Biểu, 1995.
5. Quy luật phân bố sa khoáng biển trong trầm tích Đệ tứ ở Việt Nam. Địa chất, No 237: 19 - 24. Trần Nghi, Nguyễn Biểu, Bùi Công Quế, 1996.
6. Tiến hoá thành hệ cát ven biển Miền Trung trong mối tương tác với sự giao động mực nước biển trong Đệ tứ. Công trình nghiên cứu ĐC và ĐVL biển, No 2: 130 - 138.  Trần Nghi, 1996.
7. Đặc điểm trầm tích và lịch sử tiến hoá các thành tạo cát ven biển Qung Bình. Tạp chí khoa học Đại Học Quốc gia Hà Nội, KHTN, T.XIII, No 3: 39 - 47.  Trần Nghi, Hoàng Trọng Sở, 1997.
8. Một số đặc điểm tiến hoá địa hoá trầm tích đệ tứ vùng đồng bằng Thừa Thiên - Huế. Địa chất, No 245: 21 - 26.Trần Nghi, Đặng Mai, 1998.
9. Môi trường và cơ chế thành tạo cát đỏ Phan Thiết. Địa chất, No 245: 10 - 20.  Trần Nghi, Nguyễn Địch Dỹ, Đinh Văn Thuận, Vũ Văn Vĩnh, Ma Kông Cọ, Trịnh Nguyên Tính, 1998.
10. Tiến hoá thạch động lực và môi trường trầm tích Oligocen bồn trũng Cửu Long và đánh giá triển vọng dầu khí. Tạp chí các khoa học về trái đất. 20 (4). 265 - 274. 12/1998.  Trần Nghi, Phạm Huy Tiến, Nguyễn Địch Dỹ, Đinh Văn Thuận, 1998.
11. Xác định mô hình phát sinh và phát triển bể dầu khí bằng nguyên lý phân tích bồn. Tạp chí các khoa học về trái đất. 28 (2): 98 - 109. 6/1999.Trần Nghi, Ngô Gia Thắng, Lê Duy Bách, 1999.
12. Découverte de foraminiferes du Trias dans les calcaires de la région de Ninh Binh (Nord - Vietnam). C.R. Acad. Scl. Paris, Sciences de la terre et des planetes, 1998, 326, 113 - 119.  Rossana Martini, Louisette Zaninetti, Jcan - Jacques Cornée, Michel Villeneuve, Nghi Tran et Trong Thang Ta, 1998.
13. Tiến hoá trầm tích và cổ địa lý giai đoạn Pliocen - Đệ tứ lãnh thổ và lãnh hải Việt Nam. Tạp chí Địa chất, loạt A, phụ trương 2000. Trần Nghi, Mai Thanh Tân, Doãn Đình Lâm, Đinh Xuân Thành, Hoàng Văn Thức, 2000.
14. Đặc điểm địa động lực vùng châu thổ Sông Hồng. Tạp chí Địa chất, loạt A, phụ trương 2000. Số dành riêng cho khoa Địa chất Chu Văn Ngợi, Trần Nghi, Mai Trọng Nhuận, Đặng Văn Luyến, Đỗ Minh Đức, 2000.

Sách chuyên môn đã xuất bản:
1. Thạch luận (dịch từ Tiếng Nga in Tipo). Nxb Đại học và THCN, 1978.
2. Trầm tích học (Giáo trình in Tipo năm 2001). Nxb Đại học Quốc gia Hà Nội, 350 trang
3. Địa chất biển. Giáo trình nhân bản Trường ĐHKHTN, ĐHQGHN.
4. Hướng dẫn thực tập thạch học dưới kính hiển vi phân cực. Giáo trình nhân bản trường ĐHKHTN, ĐHQGHN.

## Khen thưởng
- Danh hiệu CSTĐ toàn quốc
- Danh hiệu Nhà giáo ưu tú (2000)
- Huân chương lao động hạng Ba (2002), hạng Hai
- Danh hiệu Nhà giáo Nhân dân (2006)
- Danh hiệu "Trí thức tiêu biểu của Việt Nam" (2019) 

## Câu nói đáng chú ý
"Tôi chờ đợi kết quả nghiên cứu bước 2. Lúc đấy mới có thể kết luận khi nào môi trường biển 4 tỉnh miền Trung thực sự trong sạch, hải sản đánh bắt có thể ăn được và du lịch ven biển trở lại bình thường. Với công bố này, tôi coi đây chưa phải là kết thúc những vấn đề cần nghiên cứu để trả lời các thắc mắc của người dân một cách thỏa đáng" - GS. TS. Trần Nghi phát biểu khi được hỏi ý kiến về  kết quả mà nhóm các nhà khoa học thực hiện Dự án điều tra, đánh giá mức độ, phạm vi ô nhiễm môi trường biển do sự cố Formosa gây ra tại 4 tỉnh ven biển miền Trung năm 2016.
"Làm địa chất phải vượt núi băng sông/ Đầu đội rừng chân đạp mòn sỏi đá/ Lòng đất này là của con tất cả/ Cuộc hành trình xuyên đá mà đi..." - GS.TS Trần Nghi viết trong bài "Thư gửi mẹ".